# Альбатрос чорноногий
Альбатрос чорноногий (Phoebastria nigripes) — великий морський птах півночі Тихого океану. Це один з трьох видів альбатросів, що мешкає в північній півкулі, гніздиться на ізольованих тропічних островах.

## Поширення і середовище проживання
Чорноногий альбатрос разом із гавайським альбатросом і рідкісним жовтоголовим альбатросом є трьома видами альбатросів, які живуть у північній півкулі, на відміну від решти представників родини, що мешкають на південь від екватора. Відомо щонайменше 12 місць розмноження, але 97,5 % загальної популяції мешкає колоніально на ізольованих північно-західних Гавайських островах, від атола Куре до острова Каула (таких як Лайсан, Мідвей і Френч-Фрігейт-Шолс). Невеликі популяції можна знайти на японських островах Торісіма (Хатідзьо), Оґасавара і Сенкаку, а також біля мексиканського узбережжя, переважно на острові Гвадалупе. Вони винищені з Іото, Агріхана, атолу Бокак, острова Мінамі-Торісіма, острова Вейк і острова Джонстон. Їхнє поширення в морі змінюється протягом сезону (віддаляючись далі від островів розмноження, коли пташенята дорослішають або вони не мають пташенят), але вони використовують великі акваторії північної частини Тихого океану, шукаючи здобич від Аляски до Каліфорнії та Японії; однак вони віддають перевагу північно-східному Тихому океану. Вони значною мірою збігаються з місцями розмноження та живлення двох інших видів північних альбатросів, хоча інші два будуть мають тенденцію до поширення далі на північ до Берингового моря, ніж чорноногі. Іноді їх помічали в південній півкулі.